# Chantaje a un torero
Chantaje a un torero es una película española de drama estrenada en 1963, dirigida por Rafael Gil y protagonizada en los papeles principales por Manuel Benítez, el Cordobés, Alberto de Mendoza y Manolo Morán.

## Sinopsis
Un joven novillero apodado El Cordobés quiere convertirse en un torero de prestigio. Pero se ve involucrado fortuitamente en el asesinato de una turista extranjera y acaba entre rejas. Cuando cumple su condena y sale de la cárcel, sus sueños de convertirse en una estrella del torero se verán cumplidos. Pero algunas personas no quieren que triunfe y le chantajean para que su turbio pasado no salga a la luz.

## Reparto
- Manuel Benítez, el Cordobés ... Juan Medina
- Alberto de Mendoza ... Vergara 'El Americano'
- Manolo Morán ... Don Fulgencio, apoderado de Juan
- María Andersen ... Wilma, turista alemana
- Elena Duque ... Marta, novia de Juan
- Luis Dávila ... Don Andrés, el sacerdote
- Venancio Muro ... El Tinta
- Carlos Mendy
- José Mata
- José María Seoane
- Manuel Alexandre
- Luis Induni
- Antonio Casas
- José María Caffarel
- Juan Cortés
- Hugo Pimentel
- Yelena Samarina ... Belly, turista inglesa
- José Morales
- Mercedes Borqué
- Fernando Liger